# 花宮初奈
花宮 初奈（はなみや にいな、10月24日 - ）は、日本の声優。青二プロダクション所属。

## 経歴
大阪府出身。母親の影響で幼少期にピアノを習ったが才能が芽生えなかったため、5歳のときにバレエへ転向した。高校時代に宝塚音楽学校の受験を目指してジャズダンスを習い始めたり、大学ではダンス専攻を選択したりと、バレエやダンスの経験が長い。現在でも、特技にジャズダンスやクラシックバレエを挙げている。
中学時代、クラシックバレエを習っているなど、自身との共通点があるテレビアニメ『ラブライブ!』μ'sの絢瀬絵里に惹かれる形で、「ラブライブ!シリーズ」に興味を抱いた。大学在学中に『ラブライブ!スーパースター!!』の一般公募オーディション（2020年開催）を知り、ダンス以外に演技力を身に付ける必要性を感じたため、声優の専門学校に通うようになった。Liella!の一般公募オーディションは不合格となったが、「ラブライブ!シリーズ」出演の夢を諦めきれず、青二プロダクションのオーディションを受けて採用され、声優としての道を歩み出した。その後、日頃から事務所内でラブライブ!シリーズ好きを公言していたことと、接点のあったマネージャーが同シリーズの担当窓口をしていたことが重なり、『ラブライブ!蓮ノ空女学院スクールアイドルクラブ』のオーディションを受験するに至った。

## 人物
同居していた祖父（父方か母方かは不明）がアメリカ人で、自身はクォーターとなる。また、弟がおり、毎日電話をするほど仲が良い。
趣味は音楽鑑賞、お菓子作り、カフェ巡り、リズムゲーム。特にリズムゲームは、『ラブライブ! スクールアイドルフェスティバル』にはまったことが没頭するきっかけとなっている。また、紅茶に関する知識も豊富で、お気に入りのカフェで音楽を聴きながら、まったりとした時間を過ごすことが多い。
通っていた高校のカリキュラムにマナー講座や生け花の授業があったため、小原流師範科二期の資格を有しており、准教授への昇格を目指している。なお、学生時代は主に車で学校の送り迎えをしてもらっていたこともあり、バスを利用したことが無い。
座右の銘は「虎視眈々」。性格はストイックでこだわりが強いため、自身が納得いかないことに対しては、大人相手でも意見をぶつけることがある。
先述の通り、「ラブライブ！シリーズ」への思い入れが強く、『蓮ノ空』で藤島慈役を務める月音こななどから、同シリーズについて分からなくなったときの相談先として慕われている。
幼い頃、クレオパトラに関する学習漫画本を購入したことをきっかけにエジプトが好きになり、独学でヒエログリフを読み書きできるほどになった。その趣味が高じて、自身の冠番組「217find」では、「私がエジプト王になったら」というコーナーを設けている。

## 出演
太字はメインキャラクター。

### テレビアニメ
2022年
- それでも歩は寄せてくる（女子生徒）
- 東京ミュウミュウ にゅ～♡（客、パラサイトアニマ）

2023年
- アイドリッシュセブン Third BEAT!（女性客A）
- 無職転生 II 〜異世界行ったら本気だす〜（女生徒C）
- Dr.STONE NEW WORLD（女子）

2024年
- 愚かな天使は悪魔と踊る（女子生徒4）

2025年
- カードファイト!! ヴァンガード Divinez（女子生徒）
- アオのハコ
- 天久鷹央の推理カルテ
- ハニーレモンソーダ（生徒会女子）
- 紫雲寺家の子供たち（女子生徒B、友人、女子生徒）
- ばっどがーる（水鳥亜鳥）
- プリンセッション・オーケストラ（女の子D、掃除大好き女子生徒〈妹〉）

### Webアニメ
- 100ぴきかぞく（ハナ[15]）

### ゲーム
2022年
- けものフレンズ3（アマゾンツリーボア）

2023年
- Link!Like!ラブライブ!（2023年 - 2025年、乙宗梢）
- 城姫クエスト（御館、飯田城）
- モンスターストライク（2023年 - 2025年、ブラダマンテ、リズム）

2024年
- コードギアス 反逆のルルーシュ ロストストーリーズ（マリーカ・ソレイシィ）
- エレメンタルストーリーワールド（ブリギット）
- 幻想のヴァルキューレ（レミリア・スカーレット）
- 勝利の女神:NIKKE（ツバイ）

時期未定
- OZ Re:write（チチ）

### デジタルコミック
- 空っぽ聖女として捨てられたはずが、嫁ぎ先の皇帝陛下に溺愛されています（2024年、ザラ[26]）

### ラジオ
※はインターネット配信。
- 花宮初奈「217find!」（2024年 - 、AuDee※[27]）
- TVアニメ「ばっどがーる」ワルラジ（2025年、音泉※）

## ディスコグラフィ

### キャラクターソング
| 発売日        | 商品名       | 歌                   | 楽曲                                                                                                 | 備考                                           |
| ------------- | ------------ | -------------------- | --- | ---------------------------------------------- |
| 2025年9月24日 | KING OF EVIL | 天狼群               | 「ツッパリHigh School Rock'n Roll (登校編)」 「彼女の“Modern…”」 「GO! GO! MANIAC」 「KING OF EVIL」 | テレビアニメ『ばっどがーる』関連曲             |
| 2025年9月24日 | KING OF EVIL | 天狼群               | 「すーぱーびっぐらぶ！」                                                                             | テレビアニメ『ばっどがーる』オープニングテーマ |
| 2025年9月24日 | KING OF EVIL | 天狼群               | 「BAD SURPRISE」                                                                                     | テレビアニメ『ばっどがーる』エンディングテーマ |
| 2025年9月24日 | KING OF EVIL | 水鳥亜鳥（花宮初奈） | 「My Sweetie Dog」                                                                                   | テレビアニメ『ばっどがーる』関連曲             |

## イベント
| 出演日       | タイトル                                                                         | 会場             |
| ------------ | -------------------------------------------------------------------------------- | ---------------- |
| 2025年4月3日 | AuDee 花宮初奈「217find!」 番組1周年記念スペシャルイベント〜ナイル川のほとりで〜 | ニッショーホール |

### 初出話一覧
1. ↑  第6話初出
2. ↑  第7話初出
3. 1 2 3  第12話初出
4. ↑  第30話初出
5. ↑  第5話初出
6. 1 2  第8話初出
7. ↑  デラックス編 第1話初出
8. ↑  第19話初出
9. ↑  第11話初出
10. ↑  第3話初出
11. ↑  第10話初出
12. ↑  第1話初出
13. ↑  第13話初出
14. ↑  第16話初出

### ユニットメンバー
1. ↑  優谷優（橘杏咲）、水鳥亜鳥（花宮初奈）、涼風涼（松岡美里）、瑠璃葉るら（花井美春）